# Flèche d'Emeraude 2012
La Flèche d'Emeraude 2012, seconda edizione della corsa e valida come evento dell'UCI Europe Tour 2012 categoria 1.1, si svolse il 1º aprile 2012 su un percorso totale di circa 182,6 km. Fu vinta dall'italiano Roberto Ferrari che terminò la gara in 4h16'48", alla media di 42,66 km/h.
All'arrivo 111 ciclisti portarono a termine il percorso.

## Ordine d'arrivo (Top 10)
| Pos. | Corridore          | Squadra       | Tempo    |
| ---- | ------------------ | ------------- | -------- |
| 1    | Roberto Ferrari    | Androni Gioc. | 4h16'48" |
| 2    | Nacer Bouhanni     | FDJ-BigMat    | s.t.     |
| 3    | Jimmy Engoulvent   | Saur-Sojasun  | s.t.     |
| 4    | Jimmy Casper       | AG2R La Mon.  | s.t.     |
| 5    | Rony Martias       | Saur-Sojasun  | s.t.     |
| 6    | Steven Caethoven   | Accent.jobs   | s.t.     |
| 7    | Fabien Bacquet     | Auber 93      | s.t.     |
| 8    | Jure Kocjan        | Type 1        | s.t.     |
| 9    | Georg Preidler     | Type 1        | s.t.     |
| 10   | Christophe Laborie | Saur-Sojasun  | s.t.     |